# Scaptomyza melancholica
Scaptomyza melancholica är en tvåvingeart som först beskrevs av Oswald Duda 1927.  Scaptomyza melancholica ingår i släktet Scaptomyza och familjen daggflugor. Inga underarter finns listade i Catalogue of Life.